# 케빈 랜들먼

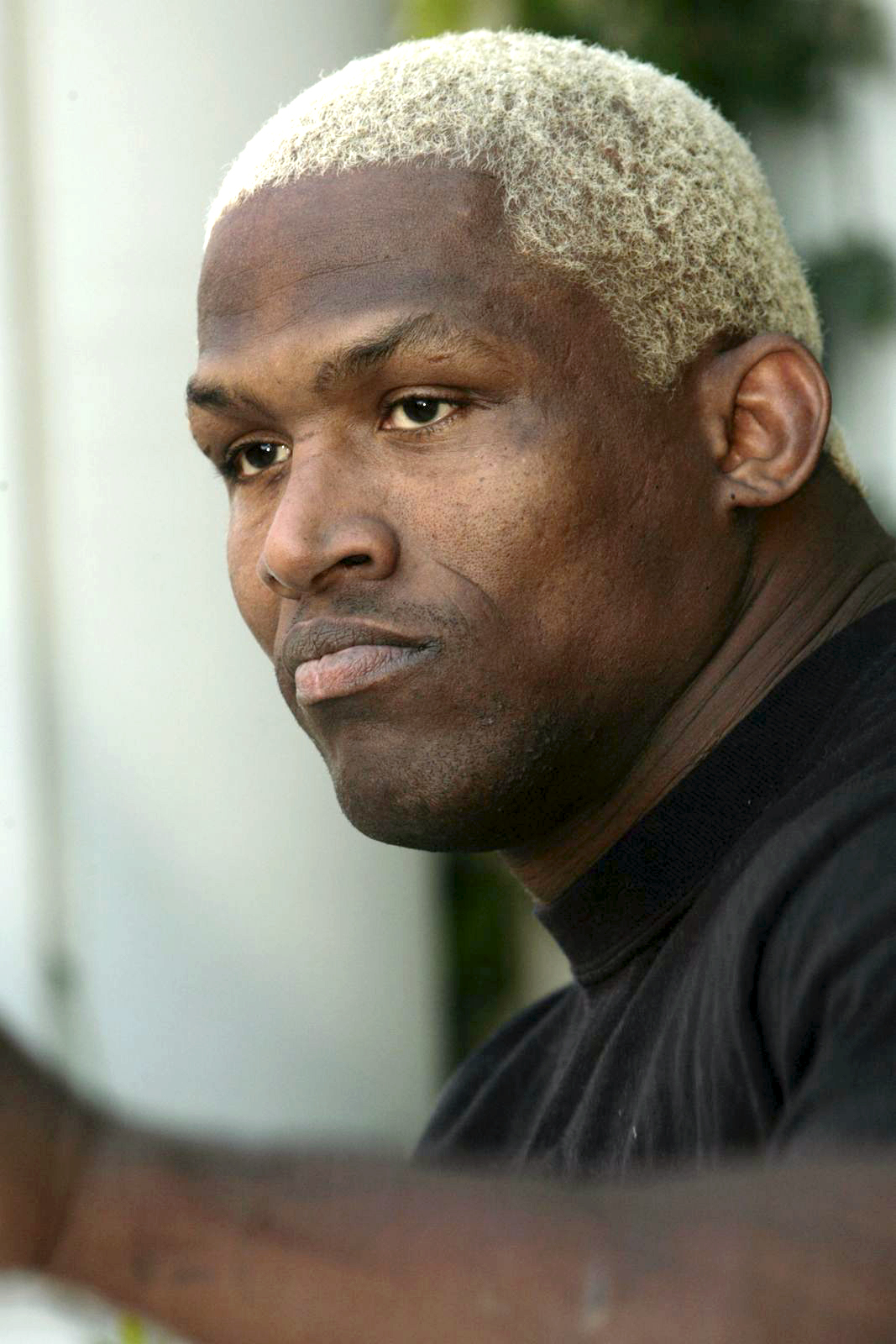
케빈 랜들먼

케빈 랜들먼(Kevin Randleman, 1971년 8월 10일 ~ 2016년 2월 11일)은 미국의 종합격투기 선수이다.